# Aït Naoual Mezada
Aït Naoual Mezada è un comune dell'Algeria, situato nella provincia di Sétif.